# Landkreis Bernkastel-Wittlich
Landkreis Bernkastel-Wittlich is een Landkreis in de Duitse deelstaat Rijnland-Palts. De Landkreis telt 112.685 inwoners (31 december 2020) op een oppervlakte van 1.167,56 km².
De streek is rijk aan historische kastelen en burchten. Kreisstadt is de stad Wittlich.

## Steden en gemeenten
De volgende steden en gemeenten liggen in de Landkreis:

* = Bestuurscentrum van de Verbandsgemeinde

(...) = Aantal inwoners op 31-12-2006
Verbandsvrije gemeenten en steden
1. Morbach, Eenheidsgemeente (11.055)
2. Wittlich, Stad * (17.826)

Verbandsgemeinden met deelnemende gemeenten
- 1. Verbandsgemeinde Bernkastel-Kues

1. Bernkastel-Kues, Stad * (6.732)
2. Brauneberg (1.165)
3. Burgen (592)
4. Erden (398)
5. Gornhausen (230)
6. Graach an der Mosel (723)
7. Hochscheid (250)
8. Kesten (347)
9. Kleinich (708)
10. Kommen (286)
11. Lieser (1.166)
12. Lösnich (433)
13. Longkamp (1.194)
14. Maring-Noviand (1.496)
15. Minheim (483)
16. Monzelfeld (1.264)
17. Mülheim an der Mosel (973)
18. Neumagen-Dhron * (2.286)
19. Piesport (1.965)
20. Ürzig (887)
21. Veldenz (943)
22. Wintrich (964)
23. Zeltingen-Rachtig (2.271)

- 2. Verbandsgemeinde Thalfang am Erbeskopf

1. Berglicht (506)
2. Breit (287)
3. Büdlich (209)
4. Burtscheid (127)
5. Deuselbach (254)
6. Dhronecken (125)
7. Etgert (59)
8. Gielert (174)
9. Gräfendhron (118)
10. Heidenburg (749)
11. Hilscheid (268)
12. Horath (451)
13. Immert (171)
14. Lückenburg (104)
15. Malborn (1.431)
16. Merschbach (48)
17. Neunkirchen (132)
18. Rorodt (54)
19. Schönberg (231)
20. Talling (224)
21. Thalfang * (1.765)

- 3. Verbandsgemeinde Traben-Trarbach

1. Bausendorf (1.337)
2. Bengel (901)
3. Burg (Mosel) (441)
4. Diefenbach (71)
5. Enkirch (1.654)
6. Flußbach (455)
7. Hontheim (839)
8. Irmenach (760)
9. Kinderbeuern (1.099)
10. Kinheim (820)
11. Kröv (2.283)
12. Lötzbeuren (499)
13. Reil (1.115)
14. Starkenburg (243)
15. Traben-Trarbach, Stad * (6.031)
16. Willwerscheid (64)

- 4. Verbandsgemeinde Wittlich-Land (Bestuurscentrum te Wittlich)

1. Altrich (1.538)
2. Arenrath (336)
3. Bergweiler (877)
4. Bettenfeld (689)
5. Binsfeld (1.121)
6. Bruch (488)
7. Dierfeld (8)
8. Dierscheid (166)
9. Dodenburg (107)
10. Dreis (1.377)
11. Eckfeld (365)
12. Eisenschmitt (324)
13. Esch (415)
14. Gipperath (255)
15. Gladbach (353)
16. Greimerath (233)
17. Großlittgen (1.018)
18. Hasborn (562)
19. Heckenmünster (109)
20. Heidweiler (199)
21. Hetzerath (1.972)
22. Hupperath (608)
23. Karl (211)
24. Klausen (1.343)
25. Landscheid (2.059)
26. Laufeld (503)
27. Manderscheid, Stad * (1.318)
28. Meerfeld (365)
29. Minderlittgen (672)
30. Musweiler (60)
31. Niederöfflingen (456)
32. Niederscheidweiler (274)
33. Niersbach (724)
34. Oberöfflingen (294)
35. Oberscheidweiler (200)
36. Osann-Monzel (1.651)
37. Pantenburg (256)
38. Platten (886)
39. Plein (664)
40. Rivenich (724)
41. Salmtal (2.418)
42. Schladt (121)
43. Schwarzenborn (52)
44. Sehlem (900)
45. Wallscheid (357)